# Шайбаков, Айнур Равилевич
Айну́р Рави́левич Шайбако́в (баш. Шәйбәков Айнур Рәүил улы, род. 27 августа 1992, Ишимбай) — российский шашист (международные шашки), чемпион мира в быстрых шашках (2014), чемпион мира 2020 года в программе блиц, серебряный призёр чемпионата Европы 2014 года по международным шашкам, бронзовый призёр чемпионата Европы 2015 в блице. Чемпион России 2013 в классической программе, 2012 (в молниеносной). Чемпион мира в составе сборной России. Бронзовый призёр Чемпионата Европы 2012. Участник чемпионата мира 2013 (3 место в финале В), 2015 года (14 место), бронзовый призёр Всемирных интеллектуальных игр 2012 года в быстрых шашках. В 2017 году в составе сборной России занял первое место на командном чемпионате Европы по международным шашкам.
Международный гроссмейстер (с 1 января 2015).

## Биография
В марте 2003 года, в 10 лет, участвовал в двух чемпионатах России — по решению (Уфа) и в лично-командном турнире (Ижевск).
Руководитель сборной Монголии на V МСИ «Дети Азии» (2011).

### Из интервью 2013 года
Лидия Ильясова: «Расскажите о самых значимых для вас турнирах?»
Айнур Шайбаков: «Два года назад я попал в список 12 лучших игроков мира. Меня пригласили на турнир Всемирные интеллектуальные игры, который проходил в Пекине, где я занял шестое место. А дальше на чемпионате мира среди юниоров в Польше стал чемпионом. После чего с юниорскими соревнованиями „завязал“, выступаю только среди мужчин. В этом году в командном турнире вместе с другими спортсменами стали чемпионами мира. Я играл в одной команде с монстрами, на их играх я учился, поэтому первое время мне было тяжело, ощущал некий дискомфорт. А позже уже видишь, что в некоторых моментах играешь ничуть не хуже признанных мэтров.»
Воспитанник Ишимбайской школы олимпийского резерва и, после переезда в Уфу — ДЮСШ № 23.
Член Молодежной общественной палаты 4 и 5 созывов при Государственном Собрании — Курултае Республики Башкортостан.